# Stringtime Niederrhein
Die Stringtime Niederrhein (Eigenschreibweise: Stringtime NiederRhein) ist eine trinationale, jährlich zur Osterzeit stattfindende Akademie für Streichernachwuchs bis 15 Jahren, die junge Talente aus Deutschland, den Niederlanden und Polen fördert. Seit 1995 findet sie in Goch statt.
Die Stringtime Niederrhein ist ein Projekt der Stadt Goch. Sie wurde als eingetragenes Warenzeichen registriert. Diese Streicherakademie ist offizielle Folgemaßnahme des Landeswettbewerbs Jugend musiziert in Nordrhein-Westfalen. Weitere wichtige Partner sind der internationale Streicher-Kurs Zenon Brzewski in Lancut (Polen) und die Stichting Jong Muziektalent Nederland (Niederlande). Jährlich nehmen Schüler des Koninklijk Conservatorium Den Haag an der Streicherakademie teil. Die Streicherakademie setzt sich aus Einzelunterricht, Kammermusikunterricht und Orchesterproben zusammen. Die Schüler spielen während der Akademie in verschiedenen Konzerten mit. 

## Geschichte
Mit Hilfe des Dozenten Boguslaw Jan Strobel von der Robert Schumann Hochschule Düsseldorf und des Streicherpädagogen Georg Michel wurde in Zusammenarbeit mit dem Leiter der Kultourbühne Goch, Helmut Lintzen, 1995 die Gocher St(p)ringtime, die heutige Stringtime Niederrhein, Wirklichkeit.

## Auszeichnungen
Im Jahr 2008 wurde die Streicherakademie mit dem Preis 365 Orte im Land der Ideen, der Teil des Projekts Deutschland – Land der Ideen ist, ausgezeichnet. Dieser Wettbewerb zeichnet innovative Projekte in Deutschland aus.
Die Streicherakademie wurde auch international für ihr Engagement im Bereich der Musikförderung geehrt. So erhielten Helmut Lintzen und der ehemalige künstlerische Leiter der Stringtime Niederrhein, Georg Michel, vom polnischen Kultusminister eine Auszeichnung für Verdiente um die polnische Kultur.